# Jan Jaksmanicki
Jan Jaksmanicki herbu Leliwa – stolnik przemyski w latach 1538-1555, podsędek bełski w 1539 roku, starosta bełski od ok. 1541 roku do ok. 1546 roku, starosta lelowski w latach 1541-1543.